# Yves Michel Fotso
Pour les articles homonymes, voir Fotso.
Yves Michel Fotso est un homme d'affaires camerounais. Fils du fondateur du groupe Fotso, il fait l'objet de plusieurs condamnations, notamment pour des affaires durant son passage, dans les années 2000, à la direction de Cameroon Airlines, l'ancienne compagnie nationale du Cameroun

## Biographie
Son père, Victor Fotso, milliardaire, est fondateur du groupe homonyme. Il obtient le baccalauréat série D au lycée de Meaux en région parisienne en 1980, et en 1984, le MBA de l’American Business Institute, à New York.
De 1984 à 1986, il est directeur par intérim de TBC-Nigeria. En 1999, il devient vice-président exécutif du groupe Fotso, puis administrateur directeur général (ADG) de Cameroon Airlines (Camair) entre 2000 et 2003. Le gouvernement camerounais est amené à mettre en liquidation cette société en 2005.
En 2006, il devient  président de Capital Financial Holdings (groupe Commercial Bank).
En 2008, Yves Michel Fotso est poursuivi pour l’achat inabouti de l’avion présidentiel BBJ-2, sur laquelle il est accusé de détournement de plusieurs millions de dollars destinés à l’achat et à la liquidation de la Cameroon Airlines. Le 22 septembre 2012,  il est condamné à vingt-cinq ans de prison et il saisit la Cour suprême d’un pourvoi en cassation.
Le 1er décembre 2010 survient son arrestation et sa mise en détention. Déjà condamné à 25 ans de prison, Yves Michel Fotso, qui clame son innocence, écope de deux peines de prison à vie en l’espace de quatre jours. La dernière condamnation est prononcée vendredi 29 avril 2016. L’ancien administrateur directeur général de la Camair est  « reconnu coupable d’un détournement de 10,057 milliards francs CFA »,.